# Сорокін Павло Дмитрович
Павло Дмитрович Сорокін (6 листопада 1896, село Дунево Сичовського повіту Смоленської губернії, тепер Смоленської області, Російська Федерація — ?) — радянський діяч, голова виконавчого комітету Дніпропетровської окружної ради, голова Дніпропетровської, Одеської та Сімферопольської міських рад.

## Життєпис
Народився в родині селянина. Трудову діяльність розпочав у 1914 році підмайстром на заводі Сергеєва в Санкт-Петербурзі.
З 1915 року служив у російській армії. У 1915 році зарахований до школи військових мотоциклістів (самокатників) у Новому Петергофі, по закінченні військової школи був направлений до 9-го облогового артилерійського дивізіону.
У 1918—1922 роках служив у Червоній армії, був мотоциклістом першої радянської автороти в Москві.
Член РКП(б) з 1919 року.
Під час служби в Червоній армії працював у системі Робітничо-селянської інспекції (РСІ): начальником військово-польової РСІ 7-ї Самарської кавалерійської дивізії в Олександрівську (Запоріжжі), начальником РСІ 3-ї Казанської стрілецької дивізії в Сімферополі, потім помічником начальника автоуправління 11-ї армії, начальником РСІ 30-ї Іркутської стрілецької дивізії в Катеринославі.
У 1923—1924 роках — старший інспектор Народного комісаріату робітничо-селянської інспекції УСРР міста Катеринослава. У 1925—1927 роках — заступник голови Дніпропетровської окружної робітничо-селянської інспекції.
У 1928 — 2 листопада 1929 року — заступник голови виконавчого комітету Дніпропетровської окружної ради.
2 листопада 1929 — серпень 1930 року — голова виконавчого комітету Дніпропетровської окружної ради.
27 вересня 1930 — березень 1932 року — голова Дніпропетровської міської ради.
У лютому 1932 — 1934 року — 1-й заступник голови виконавчого комітету Дніпропетровської обласної ради.
У травні — грудні 1934 року — голова Одеської міської ради.
У грудні 1934 — липні 1937 року — голова Сімферопольської міської ради Кримської АРСР.
У липні 1937 року заарештований органами НКВС. 30 грудня 1937 року виключений із партії. Засуджений «за участь в право-троцькістській антирадянській організації» на 5 років ув'язнення та 9 років поселення на Колимі. У 1954 році повернувся до міста Дніпропетровськ інвалідом. 5 травня 1956 року реабілітований.
Подальша доля невідома.